# 中立地帯 (サウジアラビアとクウェート)

サウジアラビアとクウェートの間の中立地帯
（1922年12月2日 – 1970年1月18日）
（1922年12月2日のオカイル協定により創設）

中立地帯（ちゅうりつちたい）は、かつてサウジアラビアとクウェートの国境地帯に存在していた 5,770km² の領域で、1922年12月2日のオカイル議定書によって両国の国境線が画定された際に、帰属未決定のまま残された区域であった。

## 概説
サウジアラビアとクウェートの間の砂漠地帯はもとは多くの遊牧民が行き来する遊牧地で定住民はほとんどいなかった。そのため国境線を引くと家畜を放牧している遊牧民が移動できなくなり支障があった。
後に「中立地帯 (Neutral Zone)」、「分割地帯 (Divided Zone)」などと称されたこの地域について、オカイル協定（ウカイル協定）は「ナジュド王国政府とクウェートは、イギリス政府を介して本件に関する両国間の新たな協定が締結されるまで、等しい権利を有する」と定めていた。
このいわゆる「中立地帯」について、より明確な取り扱いを定めようと動きは、1938年にクウェートのブルガン油田で石油が発見されるまで、ほとんどなかった。しかし、中立地帯でも石油が見つかるのではないかという観測が高まり、1948年から1949年にかけて両国政府は民間企業に石油採掘権を与えた。後に両国は、共同管理協定を結んで、石油の開発にあたるようになった。
石油基地建設による人口増加により国境を未画定のままにする不都合が生じるようになり、例えば交通事故で両国から罰金をとられるような事例も発生した。
1960年10月、クウェート、サウジアラビア両国の首脳が会見して間もなく、中立地帯分割に向けた両国間の交渉が始まった。1965年7月7日、両国政府は、中立地帯を分割する協定を締結し、1966年7月25日に発効することになった。具体的な国境線画定についての協定は、1967年12月7日に締結されたが、それが正式に発効したのは、1969年12月18日（ヒジュラ暦1389年シャウワール9日）にクウェートで文書の交換と署名が行なわれてからであった 。協定は1970年1月18日に批准され、協定の内容は1970年1月25日に『Kuwaiti Official Gazette』紙上に公表された。
この領域は、1974年にISO 3166が採用されるより前に分割されたため、ISO 3166 コードは与えられなかった。

## カフジ油田
この中立地域の沖合には、日本のアラビア石油が自主開発したカフジ油田がある。アラビア石油は、1957年にサウジアラビア、1958年にクウェートと利権協定を締結し、1960年にカフジ油田を発見、翌1961年から生産に入り、おもに日本向けに石油を送り出した。2000年にサウジアラビア、2003年にクウェートとの利権協定が終了したが、その後も原油の販売を引き続き行なっている。